# 等焓過程
等焓過程（英語：isenthalpic process）是一種熱力學過程，過程中的焓H（或是比焓h）不變。

## 簡介
若用控制體積分析穩態、穩定流動的過程，會將控制體積以外的都視為環境。
在此一過程中，若控制體積和環境沒有熱的流進流出、沒有控制體積對環境的作功、沒有環境對控制體積的作功、控制體積內流體的動能也沒有變化，此過程即為等焓過程。
上述是等焓過程的充份條件，但不是必要條件。等焓過程的必要條件是除了焓以外的所有能量總和（熱、功、動能變化等）在過程前後沒有變化，因此在過程前後的焓相等。對於一個電和磁的效應可以忽略的過程而言，相關的能量平衡可以表示如下：
{\displaystyle dK+du=Q+W}
{\displaystyle du=d(h-PV)=dh-d(PV)}
{\displaystyle dK+dh-d(PV)=Q+W}
若{\displaystyle dh=0}，可以得到下式
{\displaystyle dK-d(PV)=Q+W}
焦耳-湯姆孫效應是等焓過程很好的例子，在過程中流體的溫度和壓力可能有大幅的變化，但能量總和平衡，因此是等焓過程。壓力容器中安全閥的開啟就是焦耳-湯姆孫效應的例子。壓力容器內流體的比焓等於流出流體的比焓。若知道流體的比焓以及壓縮容器外的壓力，可以知道離開壓力容器流體的的溫度和速度。
等焓過程中，過程前的焓等於過程後的焓，焓的變化量為0。
- {\displaystyle h_{1}=h_{2}}
- {\displaystyle dh=0}

針對理想氣體，因為{\displaystyle dh=0=nc_{p}\,dT}，等焓過程會依等温过程進行。